# Canal de Lanaye
El Canal de Lanaye (en neerlandès Kanaal van Ternaaien) és un canal de Bèlgica que enllaça el Canal Albert al nucli Lanaye (nl Ternaaien) de la ciutat de Visé amb el Mosa a la frontera belgo-neerlandesa. El 2011, s'hi van transportar 20,64 de milions de tones/km de mercaderies.

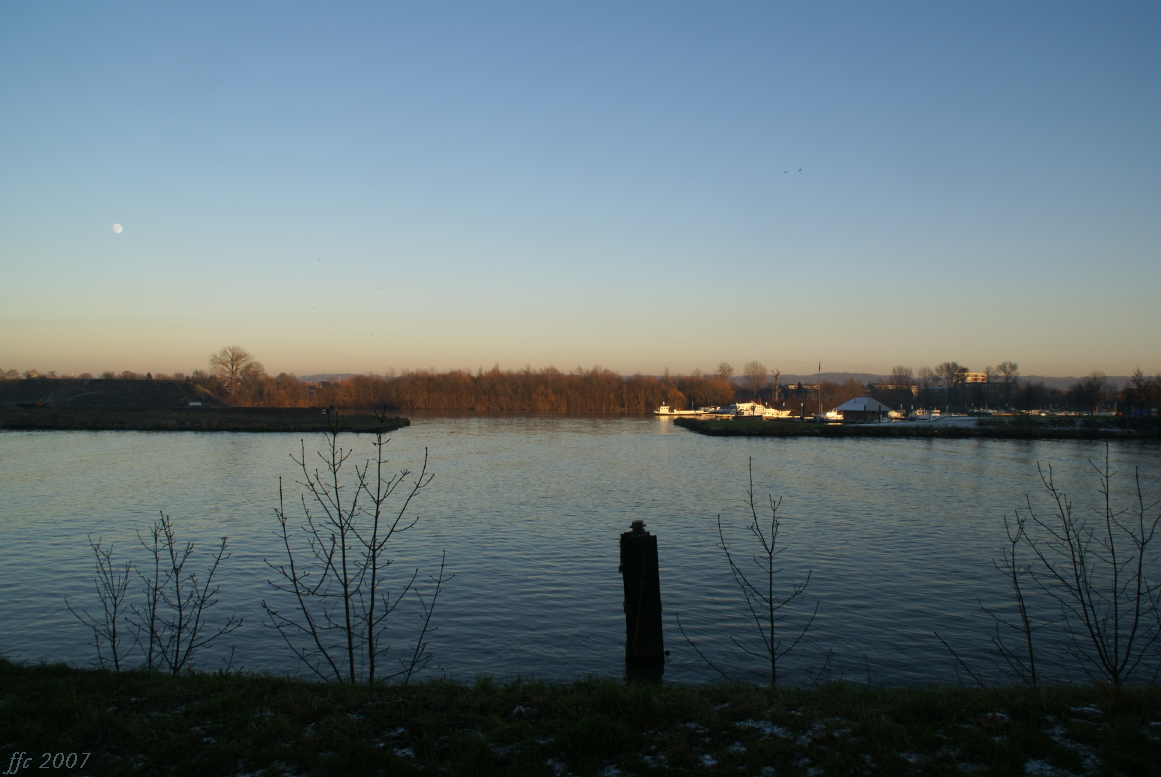
Aiguabarreig del canal (al primer pla) amb el Mosa (al segon pla)

 S'ha construït junt amb el Canal Albert. Tot i ésser un canal curtet forma un enllaç crucial que connecta el port de Lieja mitjançant el Julianakanaal amb la xarxa de les vies navegables neerlandeses i el port de Rotterdam. Aviat, la nova resclosa s'adverà massa petita i el 1958 l'obra per a una nova, la 3, més ampla començà inaugurada el 1961. Només vint anys més tard, aquesta va tornar a ser insuficient i també va tenir problemes tècnics i de manteniment. És força sovint fora servei i es formen aleshores llargues cues d'embarcacions a ambdues entrades. Des d'aleshores, el problema del bouchon de Lanaye (traducció: l'embús de Lanaye) va esdevenir un malson crònic pels governs successius.

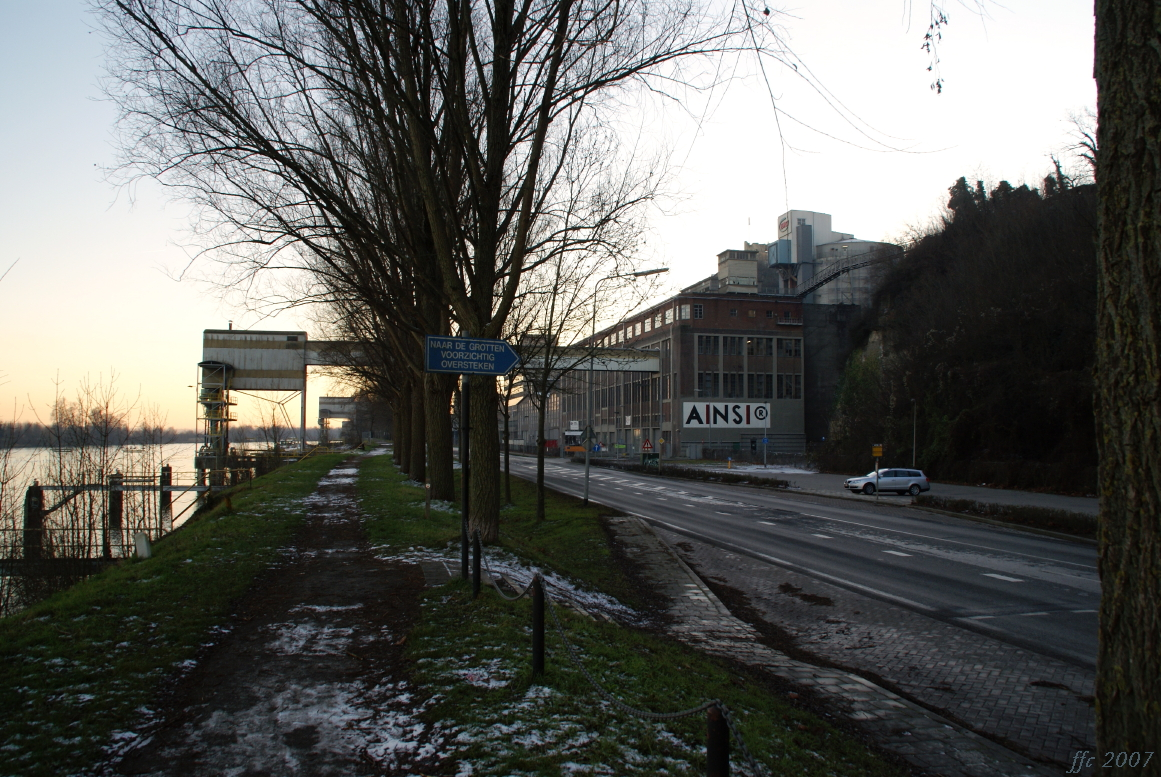
Fàbrica de ciment ENCI al tram neerlandès del canal

L'estat Belga i des del 1995 el govern de la regió valona que adquirí les competències relativament a les infraestructures, van negociar amb el govern neerlandès el projecte de la quarta resclosa. Com que l'enllaç és molt més important per a l'economia del port de Lieja que per la dels Països Baixos i que els darrers no tenien gaire pressa i feien pressió perquè la factura passés al govern való, l'acord només va ratificar-se el 2001 i l'obra hauria de començar el 2008.
Aquesta quarta resclosa de classe VIb acceptara conjunts de quatre barcasses empeses de Lieja fins a Rotterdam. Tindré una capacitat d'embarcacions de 9000 tones i es trobarà a cavall de la frontera belgo-neerlandesa. El pressupost original de 64,5 milions d'euros va gairebé doblar a 120 milions, dels quals els neerlandesos pagaran 10%, i els valons la resta, probablement amb ajudes de la Banca Europea de la reconstrucció i del desenvolupament (BERD). Amb molt de retard, l'obra va començar l'1 de juliol de 2011 i la inauguració està prevista el 2015.
Així el port de Lieja tindrà dos enllaços marítims: Antwerpen i Rotterdam. S'espera que aquesta competició estimularà el govern flamenc a resoldre el problema de l'embús de Wijnegem al canal Albert. De fet, existeix un tercer enllaç amb el port de Duinkerke, però el viatge és molt més llarg. La capacitat maximal d'aquesta connexió és limitada a 1350 tones al tram entre Namur i Valenciennes i a 2000 tones a la resta, quan l'obra al canal Duinkerke-Escalda s'acabi.

## Rescloses

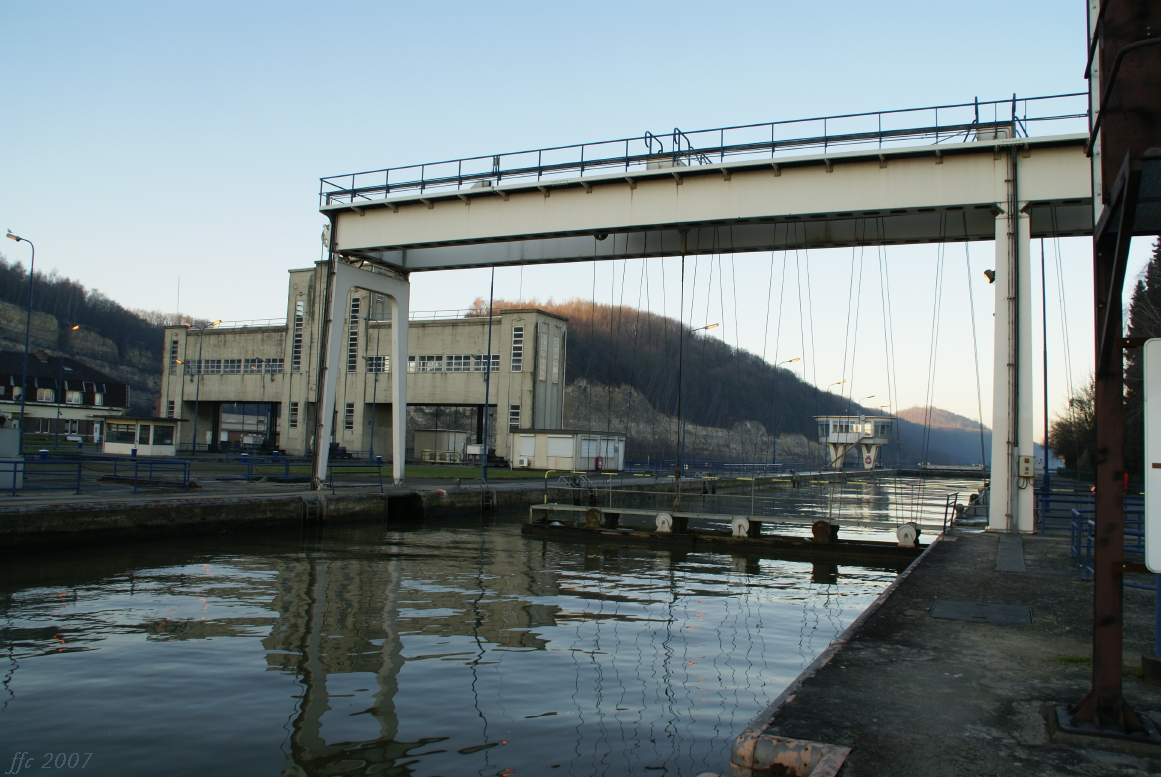
D'esquerra a la dreta:
les rescloses 1, 2 i 3

| Rescloses                   | Rescloses | Rescloses | Rescloses | Rescloses      | Rescloses  |
| --------------------------- | --------- | --------- | --------- | -------------- | ---------- |
| Localitat                   | llargada  | amplada   | calat     | alçària llibre | capacitat  |
| 1 Lanaye (1939)             | 55,00 m   | 7,50 m    | 2,20 m    | 7,50 m         | 600 tones  |
| 2 Lanaye (1939)             | 55,00 m   | 7,30 m    | 2,20 m    | 7,50 m         | 600 tones  |
| 3 Lanaye (1962)             | 136,00 m  | 16 m      | 3,20 m    | 8,20 m         | 2000 tones |
| 4 En construcció (2015 (?)) | 225 m     | 25 m      | —         | —              | 9000 tones |